# Fattore intrinseco
Il fattore intrinseco (FI), o fattore gastrico antipernicioso, è una glicoproteina secreta dalle cellule parietali delle ghiandole ossintiche, nella mucosa gastrica. Esso fu scoperto dal clinico americano William Bosworth Castle.
Esso è necessario all'assorbimento della vitamina B12. Di conseguenza la perdita delle cellule che lo secernono, causata da processi autoimmuni, determina la comparsa del quadro di anemia perniciosa propriamente detta, causata da deficit di vitamina B12 e dunque difetto di maturazione dei blasti nel midollo ematopoietico. L'anemia perniciosa è propriamente un'anemia megaloblastica, caratterizzata da cellule ipertrofiche, turnover dei globuli rossi più rapido e scarso sviluppo nucleare. Il fattore intrinseco viene secreto dalle cellule parietali (ossintiche) in risposta agli stessi stimoli che determinano la secrezione di HCl (acido cloridrico). La secrezione del fattore intrinseco è l'unica funzione gastrica essenziale per la vita dell'uomo. I fattori che possono provocare carenza di questo fattore sono l'alcolismo, gastriti e, in generale, danni alla mucosa gastrica.
Condizioni iatrogene di carenza di fattore intrinseco comprendono l'assunzione cronica di inibitori di pompa protonica e interventi di chirurgia bariatrica, volti al dimagrimento del paziente, nei quali è prevista un'ampia resezione dello stomaco (p.e. sleeve gastrectomy). Per tale motivo i pazienti sottoposti a tali interventi devono assumere integrazioni di vitamina B12 (cianocobolamina) per il resto della vita. La stessa si può reperire in fiale da 5 000 µg (intramuscolare), da 1 000 µg (intramuscolare o sottocutanea), ma anche in gocce. Esistono anche prodotti in compresse da 1000 μg con l'aggiunta di 20 mg di fattore intrinseco per aiutarne l'assorbimento.